# Серпокрилець-крихітка антильський
Серпокрилець-крихітка антильський (Tachornis phoenicobia) — вид серпокрильцеподібних птахів родини серпокрильцевих (Apodidae). Мешкає на Великих Антильських островах.

## Опис
Довжина птаха становить 9-11 см, вага 9-11 г. Виду не притаманний статиевий диморфізм. Крила відносно довгі, хвіст роздвоєний, середньої довжини. Тім'я і потилиця темно-бурі, верхня частина тіла і хвіст чорні, надхвістя з боків білі. Крила чорнуваті, махові пера мають бліді краї. Обличчя сірувато-коричневе. Нижня частина тіла переважно тьмяно-біла, вузька смуга на грудях і нижні покривні пера хвоста чорнувато-бурі. У молодих птахів нижня частина тіла блідіша, ніж у молодих птахів, а боки і гузка блідо-коричневі.
Представники підвиду T. p. iradii є дещо більшими, ніж представники номінативного підвиду, хвіст у них більш глибоко роздвоєний. Спина у них чорнувата, сірувато-коричнева пляма на обличчі більша, боки блідіші.

## Підвиди
Виділяють два підвиди:
- T. p. iradii (Lembeye, 1850) — острови Куба і Ісла-де-ла-Хувентуд;
- T. p. phoenicobia Gosse, 1847 — острови Ямайка, Гаїті, Саона[en], Беата і Ваш[en].

## Поширення і екологія
Антильські серпокрильці-крихітки мешкають у Домініканській Республіці, на Гаїті, Кубі і Ямайці. Бродячі птахи спостерігалися у Флориді, на Пуерто-Рико, Кайманових островах, на півдні Багамських островів (Інагуа) та на островах Теркс і Кайкос. Антильські серпокрильці-крихітки живуть в сухих, трав'янистих місцевостях, порослих пальмами, чагарниками і тропічнимим лісами, а також в передмістях і містах. Зустрічаються невеликими зграйками, на Гаїті на висоті до 1700 м над рівнем моря, на Ямайці на висоті до 1200 м над рівнем моря. 
Антильські серпокрильці-крихітки живляться комахами, яких ловлять в польоті низько над землею. Іноді приєднуються до змішаних зграй раозом з ластівками. Сезон розмноження на Кубі триває з травня по липень, на Гаїті з березня по травень. Гніздо мішечкоподібне, робиться з рослинних волокон і пір'я, скріплюється слиною, підвішується до сухої пальмової гілки. Птахи гніздяться невеликими колоніями. В кладці від 2 до 5 яєць. І самиці, і самці насиджують яйця і доглядають за пташенятами.